# Wurmbrand-Stuppach

Stammwappen derer von Wurmbrand-Stuppach

Das Haus Wurmbrand-Stuppach war ein bedeutendes österreichisches Adelsgeschlecht und gehörte zum niederösterreichischen Uradel. Die Herren, Freiherren und Grafen von Wurmbrand-Stuppach zählten zum Hochadel.

## Geschichte

### Ursprünge
Das Geschlecht erscheint erstmals 1194 mit Leupold dem Wurmbrant in der Urkunde des Erzbischofs Adalbert von Salzburg, worin dieser die Bewilligung zur Gründung der Pfarrei Kirchau (heute Gemeinde Warth) erteilte. Die Ruine der aus dem 12. Jahrhundert stammenden Burg Wurmbrand befindet sich in der Nähe der Burg Krumbach in der Buckligen Welt.

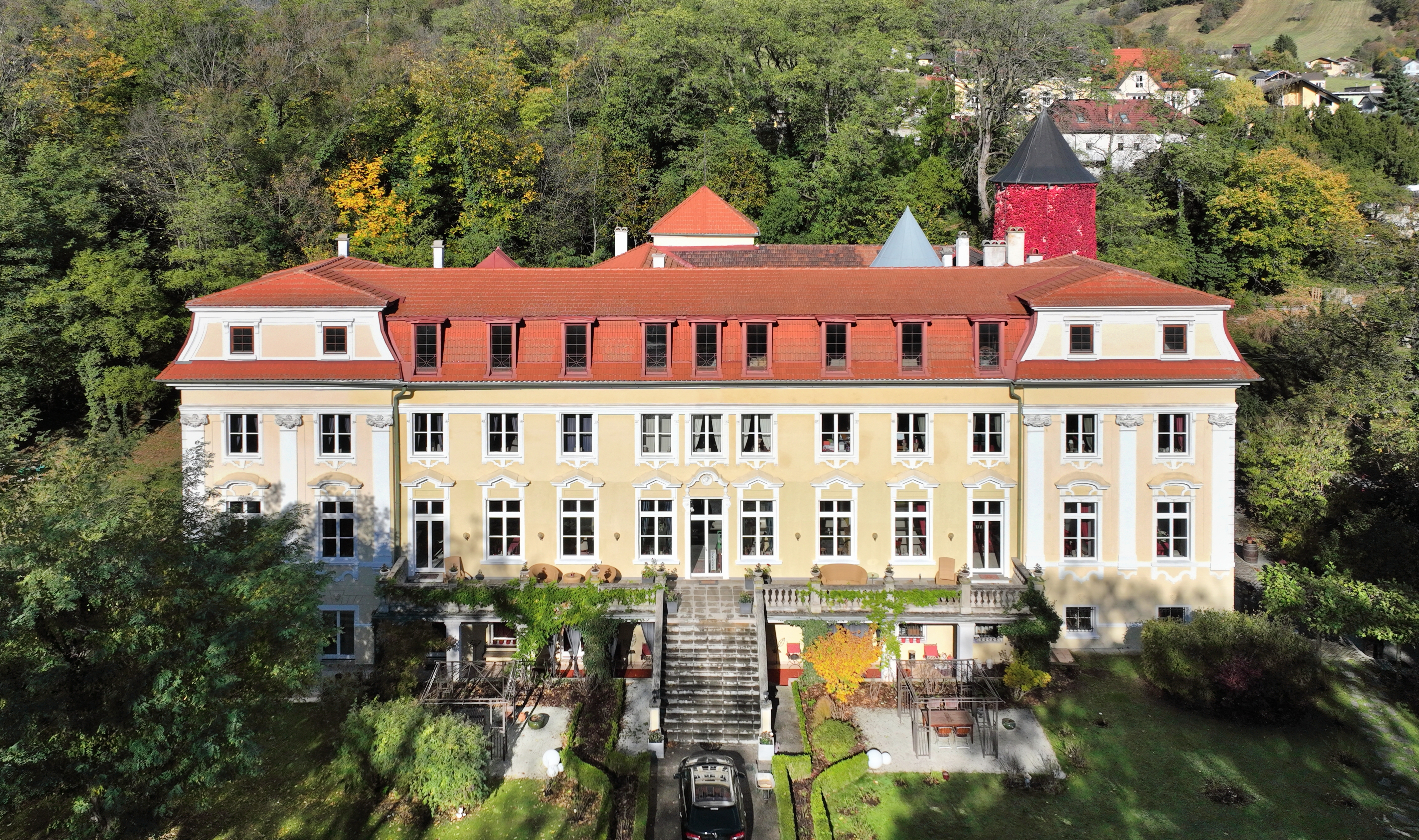
Schloss Stuppach, Niederösterreich

Das Gebiet der Buckligen Welt war noch im Jahr 1000 ein geschlossenes Waldland, das nahezu unbewohnt war. Die Kolonisation begann nach dem Sieg des Grafen Gottfried von Wels-Lambach über die Magyaren 1042 bei Pitten, als er das Gebiet von Kaiser Heinrich III. zu Lehen erhielt. Über seine Tochter gelangte die Grafschaft Pitten an die Grafen von Formbach. Eckbert II. von Formbach-Neuburg beauftragte Ministerialen mit der Erschließung des Landes, darunter die Ritter von Wurmbrand und den um 1155 genannten Poppo de Stuppach. Als Graf Eckbert III. von Formbach-Neuburg 1158 starb, fiel das gesamte Gebiet an die Markgrafen von Steiermark. In der Folge wurden die Wurmbrand auch mit Schloss Stuppach belehnt.
Mit Helmwig Wurmbrant zu Salloder (bei Gloggnitz, Niederösterreich), der urkundlich am 25. Juli 1322 auftrat und seinem Bruder Heinrich Wurmbrant von Stuppach (ebenfalls bei Gloggnitz), dessen Grabstein aus dem Jahre 1265 sich in der Kirche des früheren Benediktiner-Klosters Gloggnitz befindet, beginnt die sichere Stammreihe. Die Wurmbrand blieben im Besitz von Stuppach bis 1659. In diesen fünf Jahrhunderten kam es immer wieder zu Auseinandersetzungen mit dem benachbarten Kloster Gloggnitz. Hans Ehrenreich Graf von Wurmbrand verkaufte 1659 die Herrschaft Stuppach an Matthias Wegerle von Walsegg (dessen Familie sie bis nach dem Tod des Franz von Walsegg 1827 behielt).

### Besitze
1592 kaufte Hieronymus Wurmbrandt, der Erbküchenmeister der Steiermark, das Schloss Vöstenhof und ließ es 1597 zum heutigen Renaissanceschloss umbauen. Doch bereits 1621 ging es aus der Familie.

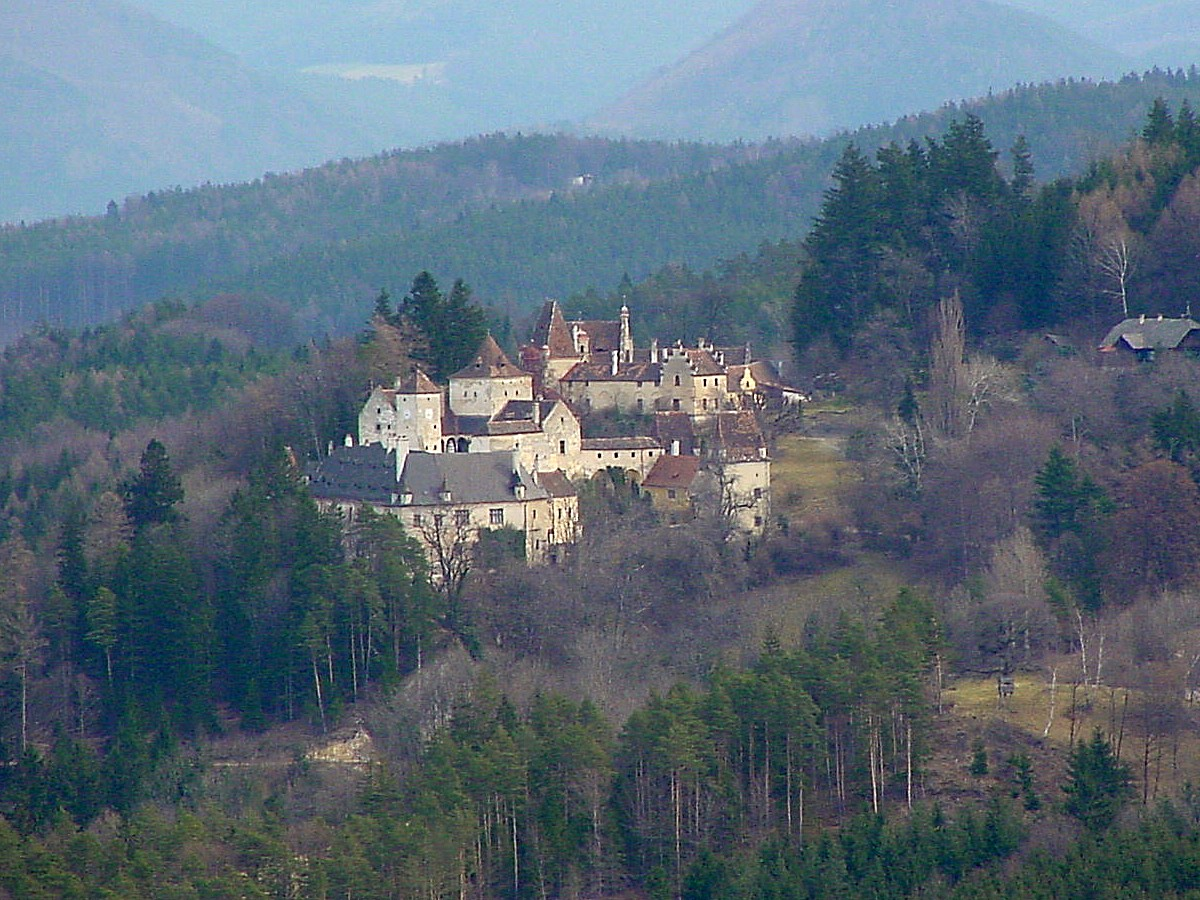
Burg Steyersberg

Die Burg Steyersberg in Warth (in der Buckligen Welt) wurde im Jahr 1600 von Ehrenreich von Wurmbrand zu Stuppach d. Ä. (1558 – nach 1620) erworben, der sie umfangreich ausbauen ließ, u. a. mit Arkadengängen und Wehranlagen; sie konnte 1683 von den Türken nicht erobert werden. 1607 kaufte er noch die Burg Stickelberg (heute Ruine, im Gemeindegebiet Hollenthon) dazu. Nach 1791 gab es verschiedene Pächter. Nach dem Tod des Grafen Degenhard von Wurmbrand-Stuppach († 1965) erbte seine Tochter Leonora die Burg; sie heiratete 1947 den Amerikaner Robert Miller und in zweiter Ehe 1965 Thomas-Alfred Wertheimer Edler von Wertheimstein. Die Burg, lange Zeit Hauptsitz des Chefs des Hauses Wurmbrand-Stuppach, wird jetzt von ihrem Sohn Dr. Paul Miller bewohnt.
1602 erwarb Sibilla von Wurmbrand Schloss Reitenau in der Steiermark, das 1822 von Franz Carl Graf von Wurmbrand verkauft wurde. Die Reitenauer Linie besaß von 1789 bis 1914 auch Schloss Oberradkersburg in der ehemaligen Untersteiermark.
1658 erwarb Hans Ehrenreich von Wurmbrand die niederösterreichische Burg Schwarzenbach; sie wurde aber bereits 1680 an das Haus Esterházy verkauft, das die seit dem 19. Jahrhundert verfallende Ruine bis heute besitzt.
Von 1663 bis 1809 war die steirische Burg Neuhaus im Besitz.

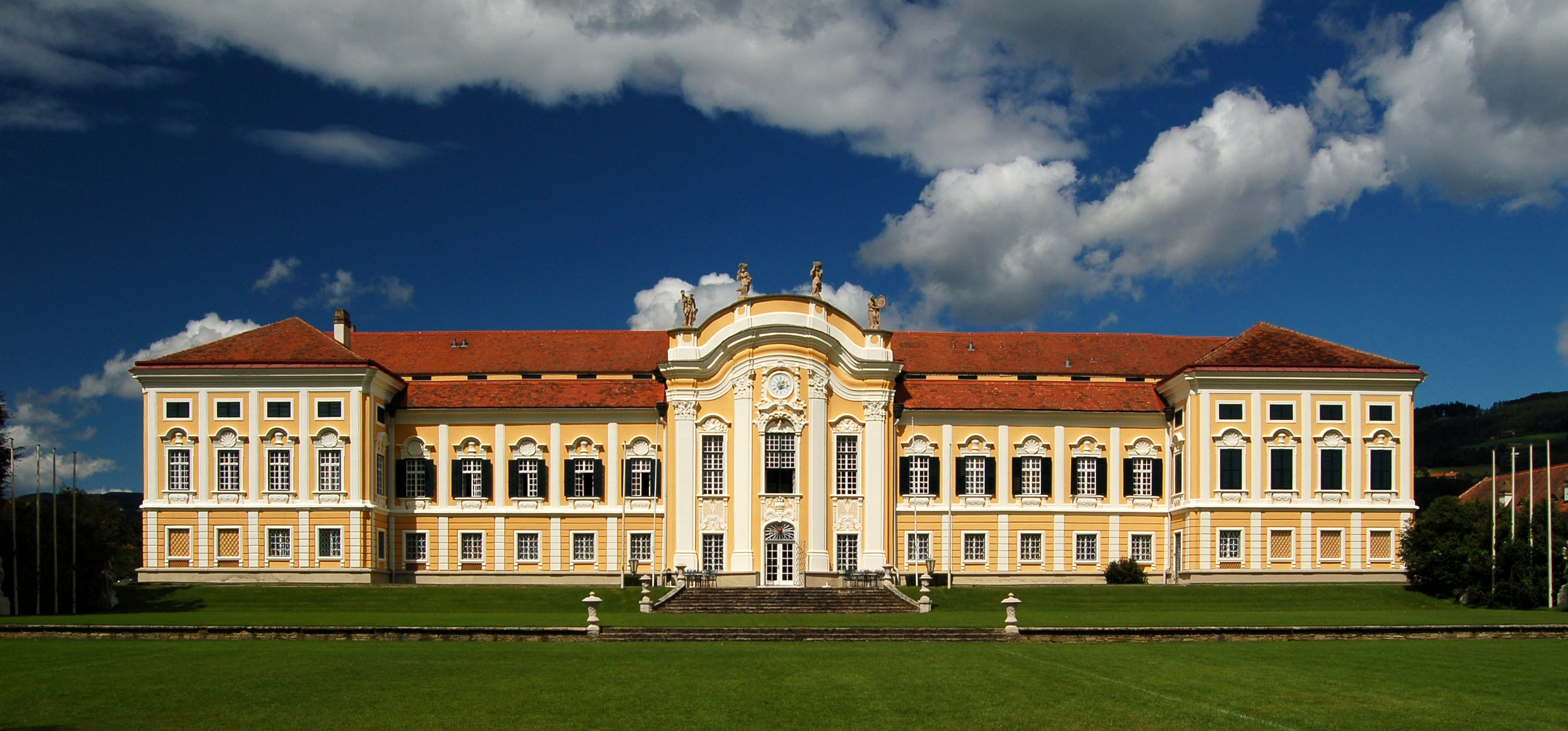
Schloss Schielleiten

1694 erwarben die Wurmbrand die Burg Altschielleiten in der Steiermark, begannen aber um 1730 mit der Neuerrichtung des barocken Schlosses Schielleiten am Fuße der Burg. Mit dessen Bezug wurde die Burg verlassen, danach aufgrund der Einführung der Dachsteuer das Dach abgetragen und alles brauchbare Baumaterial verkauft, wodurch die Burg nach 1813 zur Ruine wurde. Die Reichsgrafen hatten sich jedoch mit dem Neubau finanziell übernommen, weshalb dieser unvollendet blieb. Schielleiten kam durch die Heirat der Reichsgräfin Anna Maria von Wurmbrand-Stuppach 1906 in den Besitz der Marchese Tacoli.
Graf Johann Wilhelm von Wurmbrand heiratete im Jahre 1700 Juliane Dorothea von Limpurg-Gaildorf, eine der zahlreichen Miterbinnen der reichsunmittelbaren schwäbischen Standesherrschaft Limpurg mit Sitz auf Schloss Gaildorf.
1711 kam die steirische Maßenburg an Maria Anna Gräfin Wurmbrand; sie blieb bis 1806 im Besitz der Familie, in den sie von 1845 bis 1855 nochmals zurück gelangte.
1728 kaufte Johann Wilhelm Graf Wurmbrand-Stuppach Schloss Hirschstetten bei Wien, das bis 1799 im Besitz verblieb.
1755 erwarb Franz Josef Graf von Wurmbrand Schloss Großlobming, das 1827 verkauft wurde.
Schloss Stubenberg in der Steiermark wurde 1815 erworben und kam als Mitgift zweier in den Orden eingetretener Töchter an die Franziskaner Missionarinnen Mariens, die es 1925 zum St. Josefs-Kloster umfunktionierten.

### Historische Bedeutung
Während des 17. und 18. Jahrhunderts erreichte die Familie durch ihre Verdienste in den Türken- und Balkankriegen Bekanntheit und Ruhm. Sie diente dem Habsburger Kaiserhaus in verschiedenen Funktionen. Ehrenreich d. Ä. von Wurmbrand zu Stuppach (1558 – ca. 1620) wurde im Jahre 1607 in den Freiherrenstand erhoben. 1682 erfolgte für seine Kinder die Erhebung in den Grafenstand. 1701 wurde seinem Urenkel, dem Reichshofratspräsidenten, Graf Johann Josef Wilhelm (1670–1750), und dessen Brüdern der Reichsgrafenstand mit dem Prädikat „Hoch- und Wohlgeboren“ verliehen. 1726 wurde derselbe, gegen das Versprechen des Erwerbs eines reichsunmittelbaren Territoriums und der Übernahme eines standesgemäßen Matrikular-Anschlages zu den Reichslasten, als Personalist in das fränkische Reichsgrafenkollegium aufgenommen. Schließlich wurde 1774/75, nach Beendigung des Limpurger Erbstreits, ein Splitteranteil an der reichsunmittelbaren Grafschaft Limpurg als entsprechendes Territorium anerkannt.
Mit der Rheinbundakte und der Auflösung des Heiligen Römischen Reiches deutscher Nation 1806 wurde die Familie infolge der Mediatisierung zu Standesherren im Deutschen Bund und ihre Mitglieder führten laut Bundestagsbeschluss vom 13. Februar 1829 das Prädikat Erlaucht. Das Haus Wurmbrand-Stuppach gehört damit dem Hochadel an und ist im Genealogischen Handbuch des Adels, Band XVII „Fürstliche Häuser“, in der Abteilung II zu finden.

### Linien
Der Reichshofratspräsident Graf Johann Josef Wilhelm (1670–1750) stiftete die „Ältere Linie“. Diese teilte sich unter seinen Urenkeln in drei Zweige, wovon der erste von Erbgraf Ernst Heinrich Gundaccar (1804–1846), ansässig auf Burg Steyersberg, begründet wurde, jedoch mit dessen Urenkel Graf Degenhard (1893–1965) im Mannesstamm erloschen ist; der zweite geht auf den Bruder des Erbgrafen zurück, Johann Wilhelm (1806–1884), der zeitweilig auf Liblín im böhmischen Bezirk Rokitzan ansässig war, dieser Zweig blüht noch mit dem heutigen Haus-Chef Graf Ernst Gundaccar (* 1946) und seinen Söhnen, Wohnsitz ist das Jagdhaus in Frohsdorf; der dritte Zweig des Bruders Ferdinand (1807–1886) hat ebenfalls noch einige wenige Nachfahren.
Ein Cousin des Vaters von Graf Johann Josef Wilhelm, Georg Andreas „der Jüngere“ (1648–1702) begründete die 1901 erloschene Schielleitener Linie und dessen Bruder Wolfgang (1652–1704) die Linie auf Schloss Reitenau (1602 bis 1822 im Familienbesitz), welche von 1789 bis 1914 auch Schloss Oberradkersburg besaß und 1928 im Mannesstamm erloschen ist.

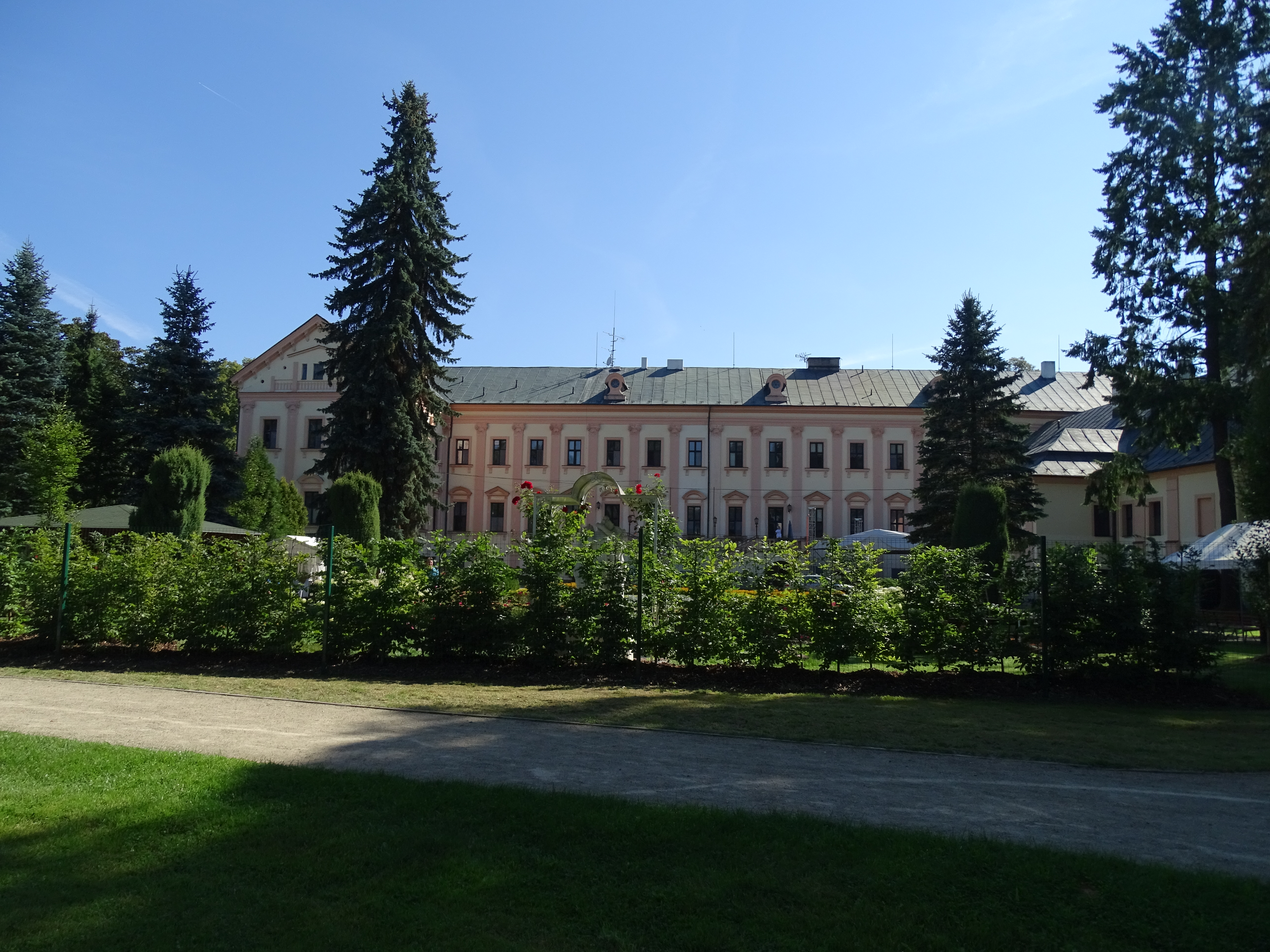
Liblín, Tschechien
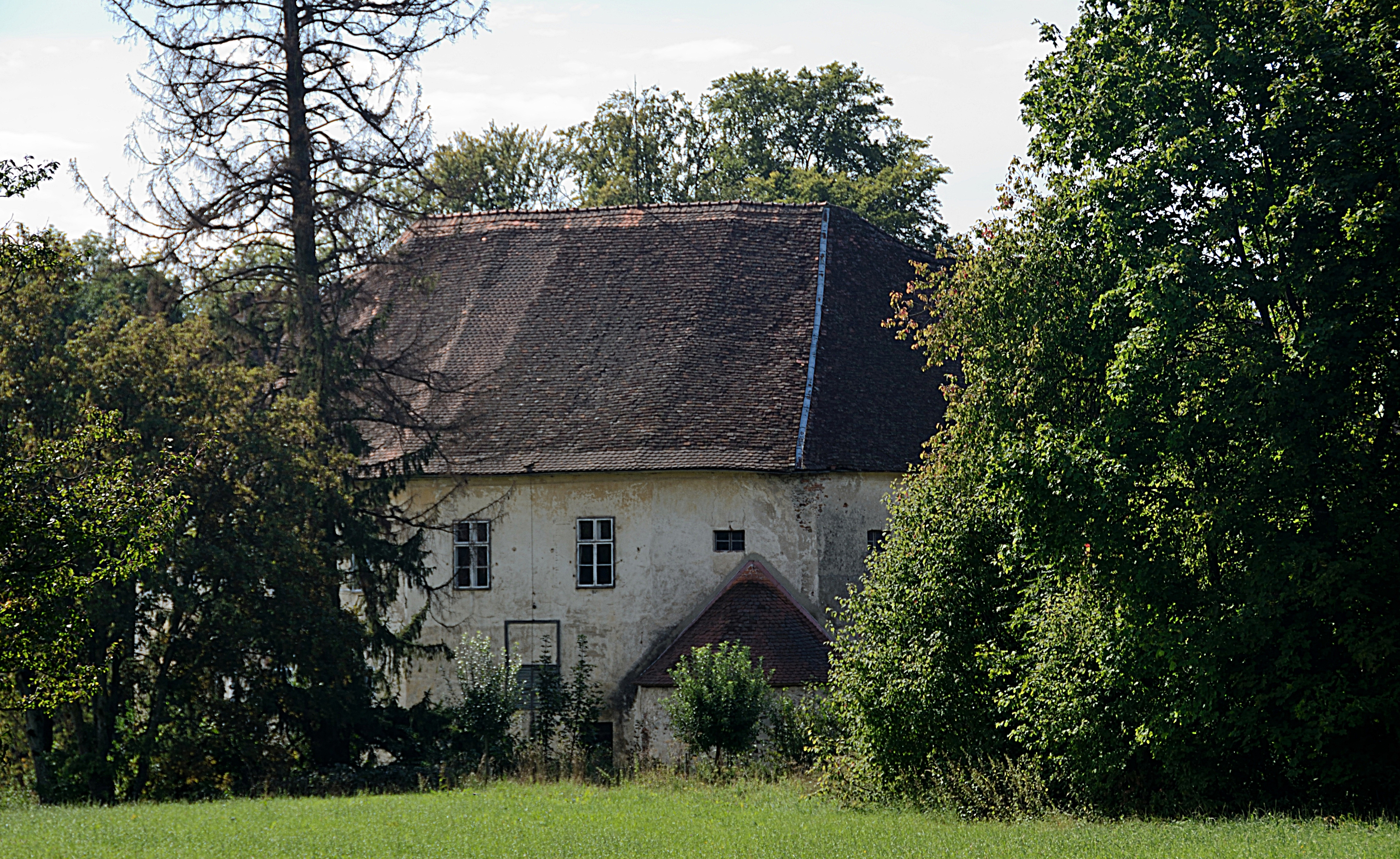
Reitenau, Steiermark
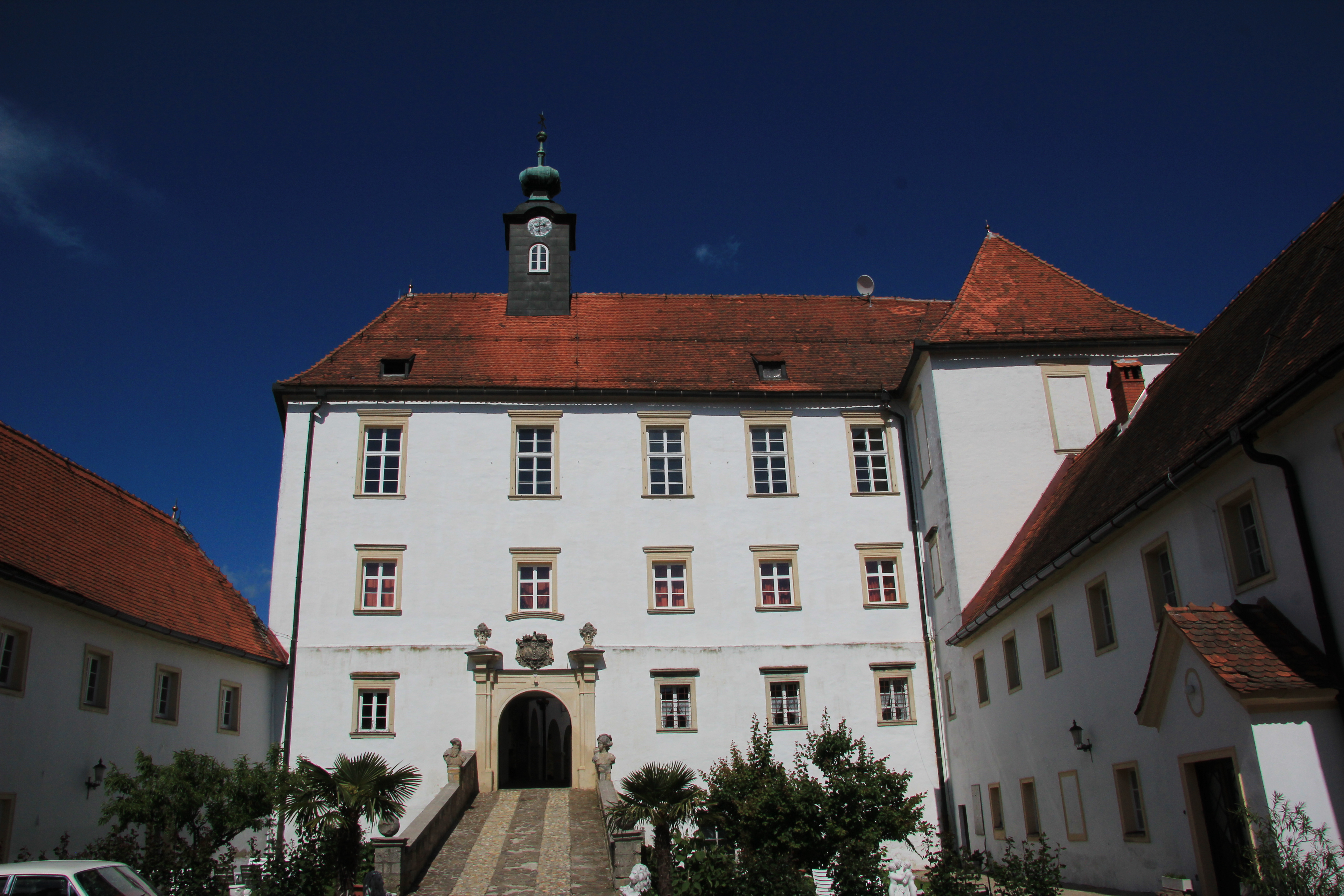
Oberradkersburg, Slowenien

Die Nachkommen des Hauses führen nach historischem Adelsrecht den Titel „Graf von Wurmbrand und Stuppach, Freiherr von Steyersberg, Stikkelsberg, Reydenau, Neuhauß und Saxenbrunn“ bzw. die jeweils weibliche Form. Die Familie zählt heute nur noch wenige Mitglieder.

## Wappen

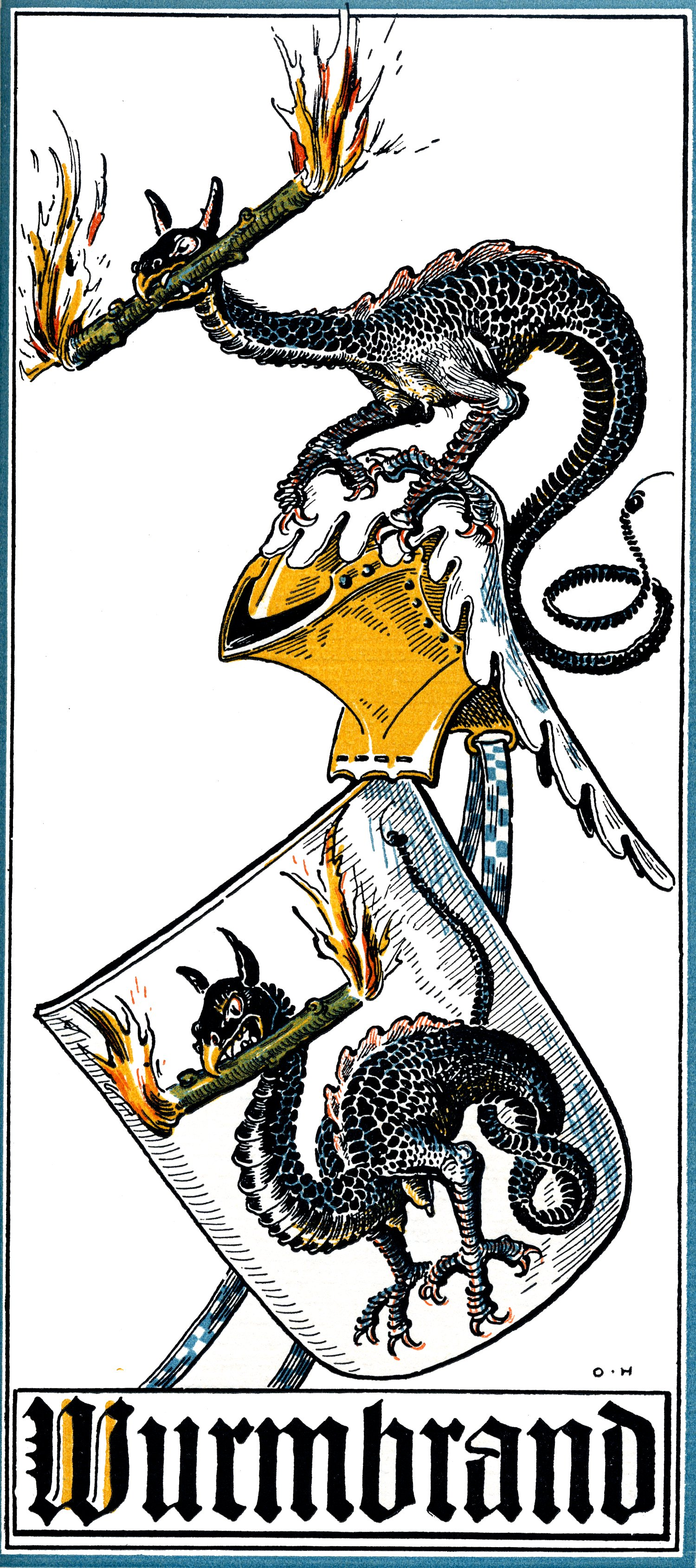
Stammwappen von Otto Hupp im Münchener Kalender von 1903

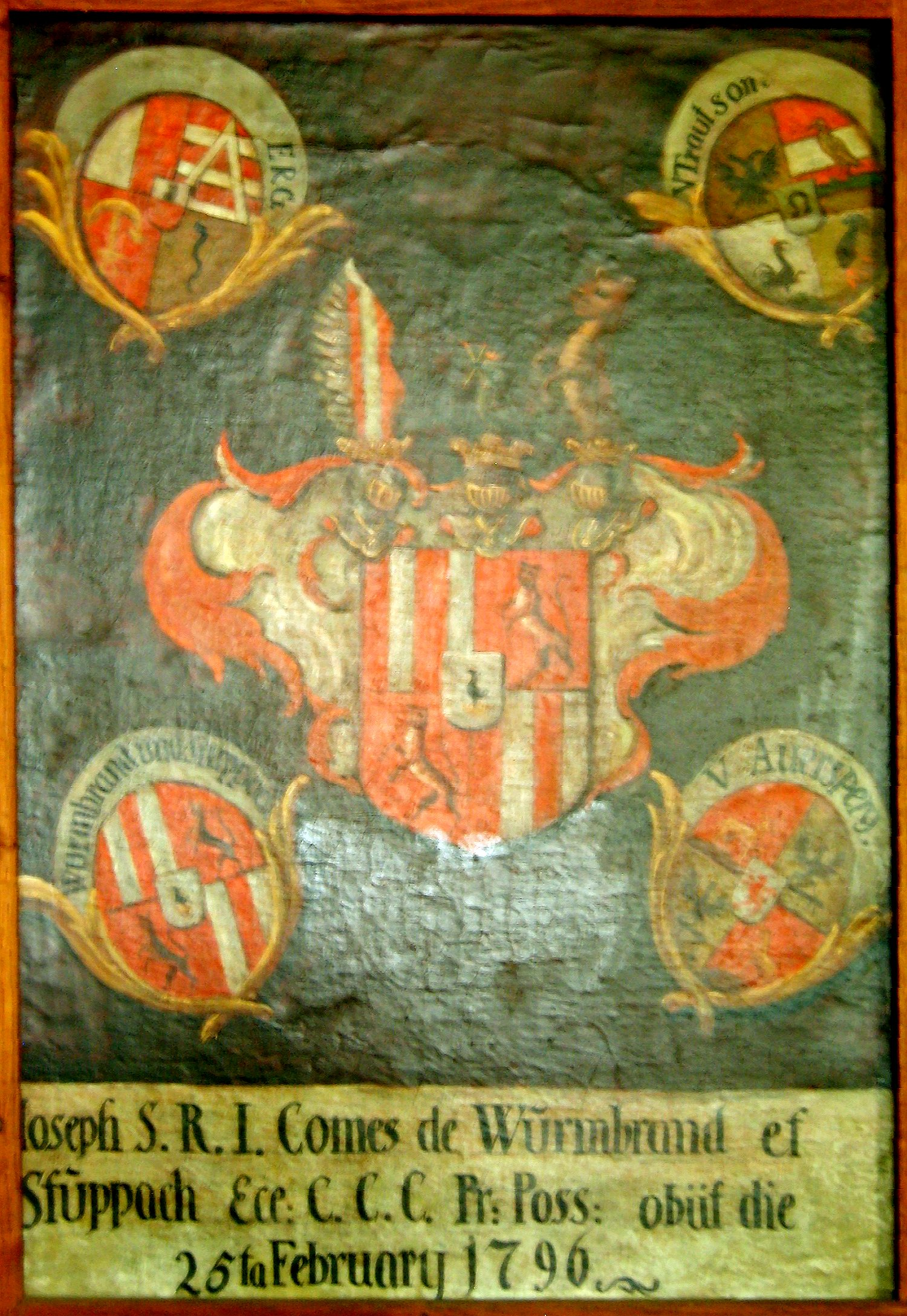
Grafenwappen derer von Wurmbrand-Stuppach, Konstanzer Münster, im Kreuzgang

Blasonierung: Das Stammwappen zeigt in Silber einen schwarzen Lindwurm mit Stachelschwanz, der einen auf beiden Seiten brennenden Ast im Rachen hält und aus dessen Ohren Feuerflammen hervorgehen. Auf dem Helm mit schwarz-silbernen Decken das Schildbild.

## Namensträger
- Melchior von Wurmbrand († nach 1637), Freiherr zu Juleta, schwedischer Obrist
- Johann Joseph Wilhelm von Wurmbrand-Stuppach (1670–1750), Reichshofratspräsident und Genealoge
- Christian Sigismund von Wurmbrand-Stuppach (1673–1737), k.k. General der Kavallerie
- Casimir Heinrich von Wurmbrand-Stuppach (1680–1749), k.k. Generalfeldzeugmeister, Kommandant von Ath
- Gundakar Heinrich von Wurmbrand-Stuppach (1762–1847), Obersthofmeister
- Ernst von Wurmbrand-Stuppach (1838–1917), Reichsgraf, Offizier der K. u. k. Armee
- Franz Joseph von Wurmbrand-Stuppach (1737–1806), österreichischer Diplomat
- Franz Joseph von Wurmbrand-Stuppach (1753–1801), österreichischer Beamter und Politiker, Landeshauptmann von Kärnten
- Gundakar von Wurmbrand-Stuppach (1838–1901), österreichischer Politiker der Habsburgermonarchie
- Heinrich von Wurmbrand-Stuppach (* 11. Oktober 1878 in Ankenstein; † 7. Oktober 1897 in Wien)[4]
- Stephanie von Wurmbrand-Stuppach (1849–1919), Pianistin und Komponistin[5]
- Maria Anna von Wurmbrand-Stuppach (1914–2003), bekannt als Etti Plesch, Autorin der Memoiren „Horses and Husbands“